# Liste de stades de football en Arménie
Cette page présente les plus grands stades de football arméniens, classés par nombre de places.

## Stades
| #  | Stade                | Capacité | Club résident                                           | Ville    |
| -- | -------------------- | -------- | ------------------------------------------------------- | -------- |
| 1  | Stade Hrazdan        | 58 000   | Kilikia Erevan Équipe d'Arménie de football             | Erevan   |
| 2  | Stade Hanrapetakan   | 15 000   | Pyunik Erevan Uliss Erevan Équipe d'Arménie de football | Erevan   |
| 3  | Stade Mika           | 8 000    | Mika Ashtarak Uliss Erevan                              | Erevan   |
| 4  | Stade Naïri          | 6 800    | Pyunik Erevan Banants Erevan                            | Erevan   |
| 5  | Stade Urartu         | 6 000    | Banants Erevan                                          | Erevan   |
| 6  | Stade d'Abovyan      | 5 500    | Ararat Erevan                                           | Abovyan  |
| 7  | Stade Gandzasar      | 3 500    | Gandzasar Kapan                                         | Kapan    |
| 8  | Stade Kasakhi Marzik | 3 500    | Mika Ashtarak                                           | Ashtarak |
| 9  | Stade de Gyumri      | 3 000    | Shirak Giumri                                           | Gyumri   |
| 10 | Stade Arnar          | 3 000    |                                                         | Ijevan   |
| 11 | Stade de Dilidjan    | 1 500    | Impuls Dilidjan                                         | Dilijan  |
| 12 | Stade d'Alaverdi     | 1 000    |                                                         | Alaverdi |